# Basílio Bessarion
Basílio Bessarion, O.S.B.M. (Johannes Bessarion, grego: Βασίλειος Βησσαρίων; Trebizonda, 2 de janeiro de 1403 - Ravena, 18 de novembro de 1472) foi um clérigo e erudito bizantino, arcebispo de Niceia, Patriarca latino de Constantinopla e cardeal da Igreja Católica Romana. Participou nos concílios de Ferrara e Florência defendendo a União das Igrejas católica ortodoxa e católica romana.
Realizou traduções das obras de Aristóteles e Teofrasto, e defendeu a não contradição entre as filosofias aristotélica e platônica.

## Vida
Nascido com o nome de João, numa data entre 1389, 1395 e 1403. Educado em Constantinopla, em 1423 mudou-se para Mistra, em Moreia, para acudir às aulas de Gemisto Pletão. Frente às acusações do aristotélico Jorge de Trebizonda que apresentava Platão como incompatível com o cristianismo, como de vida descuidada e como pouco sábio, escreveu na sua defesa In calumniatorem Platonis, sem atacar a figura de Aristóteles, a quem mostrou um grande respeito, mas defendendo a Platão e mostrando a sua predileção por ele.
Em 1423 entrou na Ordem de São Basílio, adotando o nome monástico de Bessarion (um antigo anacoreta egípcio). Ordenado presbítero em 1431, já em 1436 foi designado hegúmeno de um mosteiro basiliano, e no ano seguinte o imperador João VIII Paleólogo nomeou-o Metropolita de Niceia. Acompanhou o Imperador a Itália na sua tentativa de reunir as Igrejas Ortodoxa e Romana e pôr fim ao cisma de 1054. Entre 1438 e 1439 participou no Concílio de Basileia, nessa época transladado para Ferrara e logo para Florência. Bessarion apoiou a união e ganhou o favor do Papa Eugênio IV, que o investiu cardeal a 18 de dezembro de 1439.

## Cardinalato
Recebeu o chapéu vermelho e o título de Cardeal-presbítero de Santos XII Apóstolos em 8 de janeiro de 1440. Foi redator, junto a Ambrogio Traversari, do decreto de Florência e Ferrara no qual se estabelecia o fim do cisma.
Camerlengo do Sagrado Colégio dos Cardeais para o ano de 1441. Desempenhou sucessivamente o arcebispado de Siponto e as sedes suburbicárias de Sabina e Frascati. Proposto para Papa à morte de Nicolau V em 1455, não resultou eleito.
Em 1449 foi nomeado Patriarca Latino de Jerusalém, cargo que exerceu até 1458, quando foi nomeado administrador apostólico da Diocese de Pamplona, na Espanha, encarregando-se da gestão o seu Vigário-Geral, Juan de Michaelis. Bessarion foi um dos cardeais encarregados da causa de canonização de Bernardino de Siena em 1449, que foi canonizado no ano seguinte. Foi para Narni com os cardeais Alessandro Oliva, O.E.S.A. e Enea Silvio Piccolomini para trazer o crânio do Apóstolo Santo André para Roma, chegando em 12 de abril de 1462 em Ponte Molle, onde o Papa Pio II tomou, e o trouxe no dia seguinte para a basílica Patriarcal do Vaticano.
Em 1463 foi designado Patriarca Latino de Constantinopla, por nomeação do Papa Pio II, sucedendo ao anterior Patriarca, Isidoro de Kiev (1458-1462), já falecido.
Bessarion teve uma das maiores bibliotecas da sua época. Doou mais de 800 códices gregos e bizantinos à República de Veneza, ao ser relevado em julho de 1462 da Sé Episcopal de Pamplona pelo bispo Nicolás de Echávarri. Atualmente os manuscritos de Bessarion formam um dos legados mais importantes da Biblioteca Marciana em Veneza.
Em novembro de 1464, juntamente com os cardeais Guillaume d'Estouteville e Juan Carvajal, foi nomeado comissário da Santa Cruzada. Eleito camerlengo do Sagrado Colégio dos Cardeais no consistório de 7 de janeiro de 1467; ocupou o cargo até 11 de junho de 1468.
Os seus trabalhos para evitar o empuxo do Império Otomano na Europa estiveram sempre muito relacionados à estratégia militar e diplomática nos reinos europeus do Centro e o Oeste da Europa do Cardeal Juan Carvajal. Ainda tentou promover a união da Igreja Católica com a Igreja Ortodoxa Russa com o casamento de Ivan IIII com a filha de Tomás Paleólogo, Sofia Paleóloga. Na segunda-feira, 23 de dezembro de 1471, foi legado perante o rei da França, o duque de Borgonha e o rei da Inglaterra para a defesa da cristandade; ele deixou Roma em 20 de abril de 1472; chegou a Saumur em 15 de agosto; ele retornou doente e sem sucesso, falecendo em Ravena.
Seu corpo foi transferido para Roma em 3 de dezembro de 1472; as exéquias ocorreram em dezembro, presididas pelo papa; ele foi enterrado na basílica de Ss. XII Apostoli, que ele havia embelezado e onde havia construído um túmulo modesto em 1466; ele havia preparado seu epitáfio em latim seguido por um distique em grego.
Amigo e benfeitor dos sábios, a quem ele deixou muitos de seus livros, Basílio traduziu para latim as obras de muitos autores gregos, assim como várias obras de teologia, filosofia e literatura, nomeadamente "In calumniatorem Platonis" em 1469, que tinha uma grande influência. Sua vida, escrita por Luigi Bandini, foi publicada em Roma em 1777.

## Conclaves
- Conclave de 1447 – participou da eleição do Papa Nicolau V.
- Conclave de 1455 – participou da eleição do Papa Calisto III.
- Conclave de 1458 – participou da eleição do Papa Pio II.
- Conclave de 1464 – participou da eleição do Papa Paulo II.
- Conclave de 1471 – participou da eleição do Papa Sisto IV.

## Bibliografia

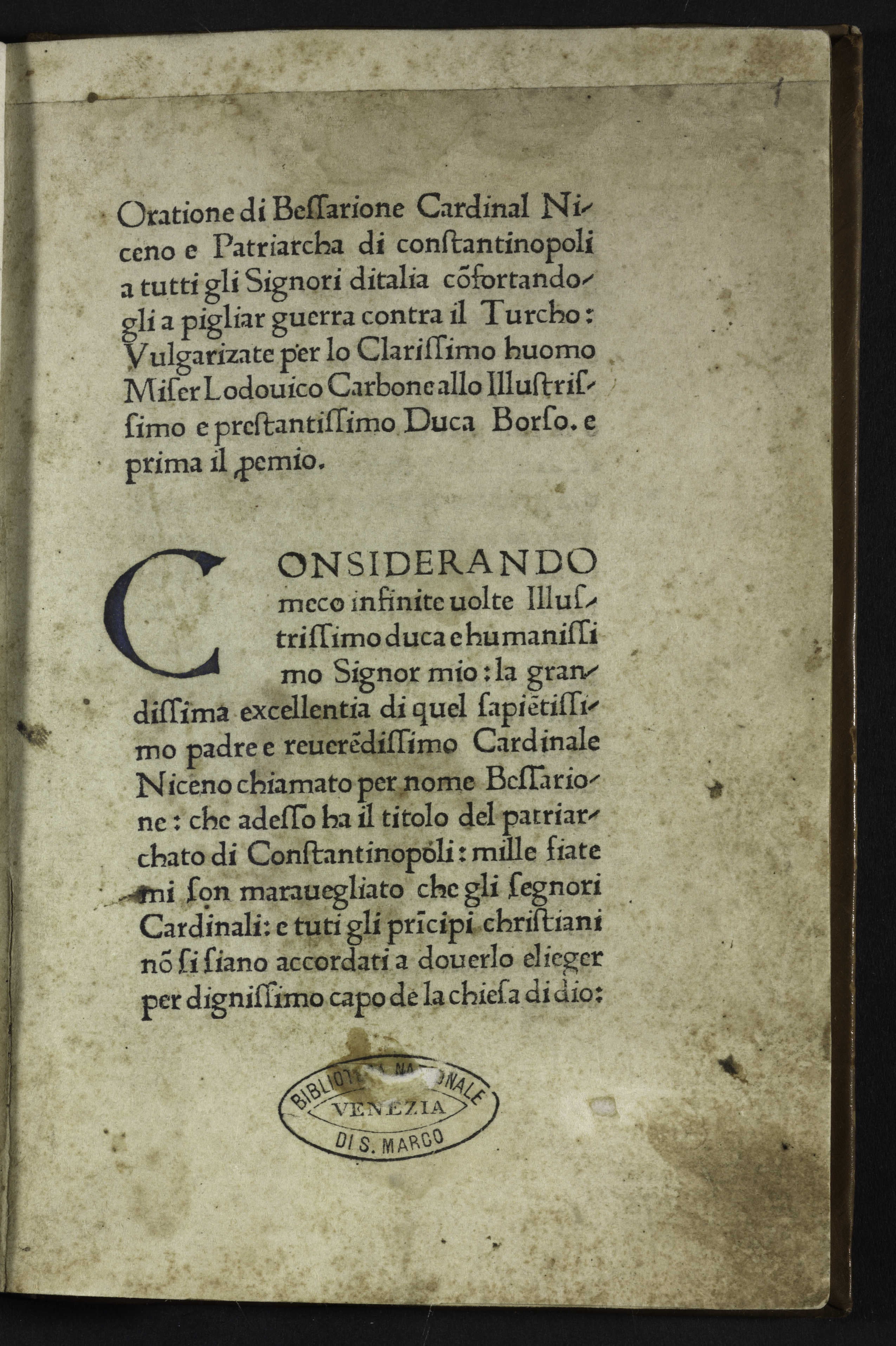
Epistolae et orationes, 1471